# Al-Ghabisiyya
Al-Ghabisiyya était un village situé au nord de la Palestine, à 16 km au nord-est d’Acre. Ses habitants arabes furent expulsés après la guerre israélo-arabe de 1948 et le village, en grande partie détruit, reste désert.

## Période antique et médiévale
Une presse à vin, datant de l’âge du bronze a été trouvé à Al-Ghabisiyya. D’autres restes découverts suggèrent que l’endroit a pu être un établissement humain aux époques romaine et byzantine,. Un chapiteau corinthien y a aussi été observé au XIXe siècle.
Pendant la période des croisades, le site est connu sous le nom de La Gabasie et fait partie des fiefs de Casal Imbert,,. En 1283, Al-Ghabisiyya est mentionné comme partie du domaine des Croisés pendant la trève entre ces derniers, basés à Acre, et le sultan mamelouk Al-Mansûr Sayf ad-Dîn Qala'ûn al-Alfi .

## Période ottomane

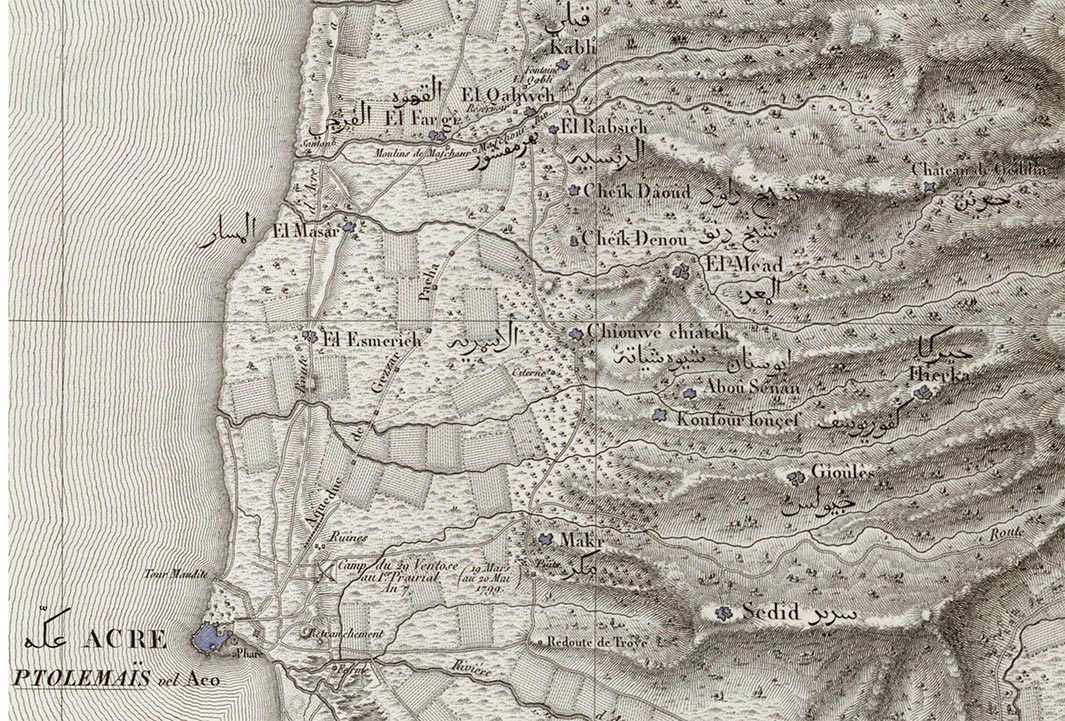
Extrait de la carte de Pierre Jacotin de 1799 : El Rabsieh correspond à Al-Ghabisiyya

Al-Ghabisiyya passe sous domination ottomane en 1517, comme toute la région. Sous le nom de Ghabiyya, il fait partie du nahié (sous-district) d'Akka dans le sandjak de Safed. Selon les registres fiscaux de 1596, il regroupe 58 ménages (khana) et deux célibataires (mujarrad), tous musulmans, qui paient des impôts à un taux fixe de 25% sur leurs produits agricoles, en particulier le blé, l’orge, les arbres fruitiers, le coton et les buffles, pour un total de 6 334 akçe. Les 14/24 des revenus allaient à un waqf,.
Une carte du cartographe français Pierre Jacotin, élaborée en 1799 lors de la campagne d’Égypte, montre le village, appelé El Rabsieh. La mosquée du village date de l'époque d'Ali Pasha al-Khazindar, père d'Abdullah Pasha ibn Ali (i.e. avant 1818). L'explorateur français Victor Guérin visita le village, qu'il appelle El-Rhabsieh, en 1875,. En 1881, une étude du Palestine Exploration Fund décrit al-Ghabisiyya comme « un village construit en pierre d'environ 150 habitants, au bord d'une plaine et entouré d'olives, de figues, de grenades et de jardins ; une rivière à proximité fournit de l'eau en abondance, ». Un recensement de 1887 indique quant à lui une population de 390 habitants, tous musulmans.

## Palestine mandataire
Lors du recensement de 1922 de la Palestine sous mandat britannique, Al-Ghabisiyya a une population de 427 personnes (207 hommes, 220 femmes), de religion musulmane, population qui s’est accrue neuf ans plus tard, lors du recensement de 1931, passant à 470 habitants, répartis dans 125 maisons.
En 1945, les habitants sont au nombre de 690,. Avec les villages voisins de Shaykh Dannun et de Shaykh Dawud, Al-Ghabisiyya dispose alors de 11 771 dounums de terres (soit 11,771 km2). L'économie locale est fondée sur le bétail et l’agriculture. En 1944-1945, un total de 6 633 dounums (soit 6,63 km2) pour les trois villages est consacré aux céréales, 1 371 dounums sont irrigués ou utilisés pour des vergers et 58 dounams sont occupés par des bâtiments et des maisons. À Al-Ghabisiyya même, 300 dounums sont plantés d’oliviers.

## La guerre de 1948
Le village faisait partie du territoire alloué à l'état arabe projeté, selon le Plan de partage de la Palestine proposé par les Nations unies en 1947. Comme beaucoup de villages arabes, il avait un pacte de non-agression avec les communautés juives voisines. Dans les premiers mois de la guerre israélo-arabe de 1948, les villageois fournirent aux milices juives de la Haganah des renseignements et des munitions en échange d’un engagement à ne pas envahir le village ou blesser ses habitants,. Par ailleurs, certains villageois se joignirent à l’attaque de mars 1948 contre un convoi juif au kibboutz Yehiam au cours de laquelle 47 soldats de la Haganah furent tués,.
Le 21 mai 1948, la brigade Carmeli de la Haganah s’empara d’al-Ghabisiyya au cours de l’opération Ben-Ami,. Les villageois se rendirent, mais les troupes Carmeli « entrèrent dans le village en tirant à tout va », tuant plusieurs habitants. Six villageois soupçonnés d'avoir pris part à l’attaque contre le convoi de Yehiam semblent avoir ensuite été exécutés.
Les villageois s’enfuirent ou furent expulsés vers les villages des alentours, où ils restèrent jusqu’à la complète conquête de la Galilée par Israël en octobre. À ce moment, beaucoup de résidents allèrent au Liban ; d’autres fuirent vers des villes arabes voisines et devinrent citoyens israéliens, à cause de leur enregistrement lors du recensement d’octobre-novembre,. Ces derniers essayèrent à plusieurs reprises de se réinstaller dans leur village : quelques-uns obtinrent la permission, d’autres y retournèrent illégalement. Le 24 janvier 1950, le gouverneur militaire de Galilée ordonna à tous les habitants d’al-Ghabisiyya de quitter le village sous 48 heures, puis le déclara zone militaire fermée,. Aucun hébergement alternatif n’avait été arrangé et les villageois s’installèrent à titre provisoire dans les maisons abandonnées des villages voisins de Shaykh Dawud et Sheikh Danun.
Cette expulsion provoqua une controverse publique. Les dirigeants du parti de gauche Mapam la condamnèrent, mais ils furent mis en échec par le bloc des colonies juives régionales à dominante Mapam (un kibboutz Mapam cultivait déjà les terres d’al-Ghabisiyya) qui déclara que « les Arabes de Ghabisiyya ne devraient sous aucun prétexte être autorisés à retourner à leur village ». En septembre 1950, quelques villageois se réinstallèrent à nouveau dans le village, mais ils furent condamnés à plusieurs mois de prison et à des amendes .

## Après guerre
En 1951, les villageois lancèrent une procédure contre le gouvernement militaire auprès de la Cour suprême d'Israël. La Cour statua que déclarer le village zone fermée avait été incorrect et qu’en conséquence « le gouverneur militaire n’avait aucune autorité pour les empêcher d’entrer ou de sortir du village ou d’y habiter (HC reference 220/51 du 30 novembre 1951), ». Le gouvernement militaire répondit en scellant le village et deux jours plus tard le déclara à nouveau zone militaire fermée. Les villageois firent encore appel à la Cour suprême, mais la Cour décida cette fois que la nouvelle déclaration était quant à elle légale et qu’en conséquence les villageois qui n’avaient pas réussi à retourner à leur village avant cette déclaration (ce qui en pratique concernait la totalité d’entre eux) n’étaient pas autorisés à y aller sans permission. Le village resta donc déserté. Ses terres furent officiellement expropriées et en 1955 ses maisons furent démolies, ne laissant subsister qu’une grande mosquée. Les tentatives ultérieures des habitants pour retourner au village demeurèrent vaines.
Les villageois mirent en place un comité dont l’activité principale était de rénover le cimetière du village et sa mosquée et, en juillet 1973, le comité écrivit au Premier ministre israélien : « Dans le village restent une mosquée et le cimetière. La mosquée est en ruine et le cimetière, où nos parents sont enterrés, est négligé et envahi de mauvaises herbes au point qu’il n’est plus possible d’identifier les tombes. Sachant que nos autorités ont toujours pris soin des lieux de culte et des cimetières de toutes les communautés ethniques … [nous demandons] à être autorisés à effectuer les réparations de la mosquée et aussi à réparer et à clôturer le cimetière et à le remettre en état ».
Les autorités ne permirent pas aux résidents d’al-Ghabisiyya d’effectuer la rénovation de la mosquée et du cimetière. Les terres du village, y compris la mosquée, avaient été acquises par l’Israel Land Authority (Autorité foncière israélienne) grâce à l’une des lois sur l’expropriation des terres, et non par le Ministre des cultes qui est responsable des lieux de culte. En 1994 des membres du comité du village commencèrent à rénover la mosquée et à y prier. En janvier 1996, l’Israel Land authority scella l’entrée, mais les villageois brisèrent la grille et continuèrent à utiliser la mosquée pour leurs prières. Ils firent appel en avril 1996 au Premier ministre Shimon Peres, qui leur répondit par l’intermédiaire d’un de ses assistants :
« Le gouvernement d’Israël se considère sous l’obligation de maintenir les lieux sacrés de toutes les religions, y compris, bien sûr, les cimetières et les mosquées sacrés de l’Islam. Le premier ministre a déclaré aux chefs de la communauté arabe, qu’il a récemment rencontrés, que le gouvernement s’occuperait de la rénovation et de la restauration de la dignité des mosquées dans les villages abandonnés, dont la mosquée à Ghabisiyya ».
Mais Shimon Peres fut battu lors des élections suivantes et en mars 1997, la police entoura la mosquée et des représentants de l'Administration israélienne des terres enlevèrent les copies du Coran et les tapis de prières et une fois encore scellèrent l’entrée de la mosquée. Le conflit fut porté au tribunal d’Acre, où les villageois déracinés affirmèrent que l’action du gouvernement était contraire à la « Loi de préservation des lieux saints » d’Israël. L’autorité foncière israélienne contesta le droit des villageois à prier dans ce lieu et utilisèrent l’éviction illégale de 1951 et la démolition du village en 1955 comme arguments pour soutenir leurs allégations : « Le village de Ghabisiyya a été abandonné par ses habitants et détruit pendant la guerre pour l’indépendance … [la mosquée est restée] abandonnée et négligée … et puisqu’elle était dans un état de ruines instable qui constituait une menace à la sécurité de ceux à l’intérieur, il a été décidé par le Ministère des cultes de la sceller et de la clôturer ».
Le tribunal refusa d’émettre une injonction autorisant les fidèles à revenir dans la mosquée. Les villageois de Ghabisiyya continuent à prier dans le champ à l’extérieur de la mosquée scellée.